# Ебі-Нур
Ебі-Нур (кит.: 艾比湖) — рифтове озеро на північному заході Китаю біля кордону з Казахстаном, поблизу південного входу до Джунгарської брами. Є найбільшим озером і центром басейну Джунгарської рівнини, має площу понад 1 тис. км²., разом з навколишніми болотами — 1420 км².. Площа і рівень води сильно змінюється (до 800 км². і на 5 м) залежно від кількості води. У посушливі роки піщана коса заввишки близько 0,5 м розділяє озеро на 2 водоймища завглибшки 2 і 15 м.  
Річки. що впадають у озеро (Джергалан, Цзінхе і Боро-Тала), несуть до 1,7 км³ води на рік. Взимку озеро замерзає, проте сильні вітри з Джунгарської брами інколи збивають лід. Береги озера низькі, переважно пустинні. Оскільки вода в озері гірко-солона, риба в ньому не водиться.  В наш час[коли?] озеро знаходиться у стадії зростання через сильне збільшення кількості опадів в регіоні.У серпні 2007 року водно-болотяні угіддя озера Ебі-Нур отримали статус національного природного резерва.  
На північно-західному березі розташована станція Алашанькоу Ланьчжоу-Сіньцзянської залізниці. По південному краю озера проходить автотраса від прикордонного містечка Хоргос до Урумчі.